# Emil Pălăngeanu
Emil Pălăngeanu, romunski general, * 1891, † 1953.